# Josef Krejčí (Komponist)
Josef Krejčí (* 17. Dezember 1821 in Milostín; † 19. Oktober 1881 in Prag) war ein böhmischer Komponist.
Krejčí studierte in Prag bei Jan August Vitásek und Josef Proksch. Er wirkte als Organist und wurde 1849 Theorielehrer am Prager Konservatorium.
Ab 1858 war er Direktor der Prager Orgelschule und ab 1865 Direktor des gesamten Konservatoriums. Neben Orchesterwerken komponierte er Orgelstücke und geistliche Chormusik.